# Grup de Ciutadans No-Partisans
Grup de Ciutadans No-Partisans (en letó: Bezpartejiskā Pilsonu grupa, BPG) va ser un partit polític de Letònia fundat a principis de 1920.
El partit va obtenir sis escons en les eleccions de l'Assemblea Constituyent de 1920 celebrat el 17 i 18 d'abril, convertint-se en la quarta major facció de l'Assemblea. No es va presentar a cap més elecció.

## Resultats electorals
| Any  | Vots   | %   | Escons  | +/- |
| ---- | ------ | --- | ------- | --- |
| 1920 | 23,867 | 3.4 | 6 / 100 | Nou |